# Natália Martišková
Natália Martišková (Nitra, 24 giugno 1999) è una cestista slovacca.

## Carriera
Con la Slovacchia ha disputato i Campionati europei del 2021.